# Matthias Wiegand

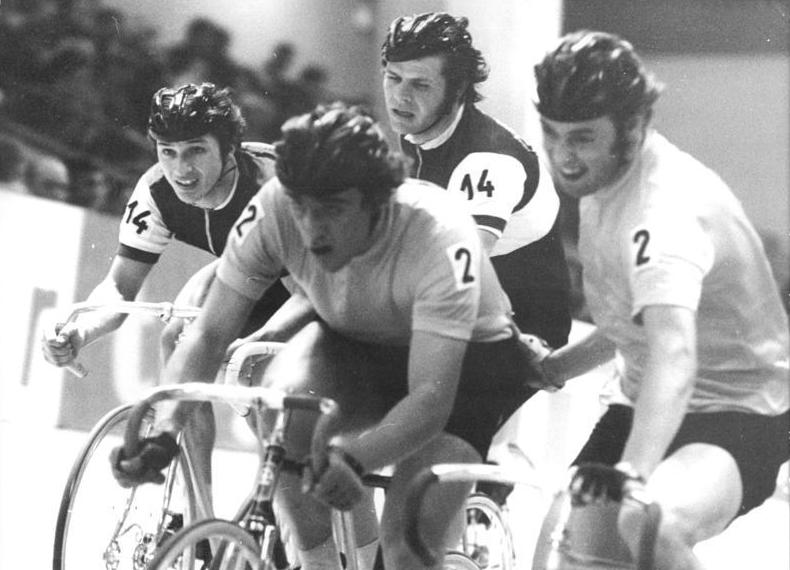
Matthias Wiegand (r.) mit Gerald Mortag beim Winterbahn-Rennen in der Werner-Seelenbinder-Halle 1977

Matthias Wiegand (* 22. April 1954 in Plauen) ist ein ehemaliger Radrennfahrer aus der DDR. 1980 gewann er eine olympische Silbermedaille in der Mannschaftsverfolgung.

## Sportliche Laufbahn
Wiegand begann mit dem Radsport bei der BSG Handwerk Plauen nachdem er einen Wettbewerb für Tourenfahrer gewonnen hatte. Er wechselte später zum SC Karl-Marx-Stadt. 1970 gewann er in der Klasse Jugend B auf der Straße bei der Kinder- und Jugendspartakiade das Einzelrennen, 1972 siegte er auf der Straße und in der Einerverfolgung. Sein großes Potenzial wurde mit dem Sieg bei der Internationalen Sternfahrt für Junioren 1972 deutlich. 1973 belegte er bei der DDR-Meisterschaft im Querfeldeinrennen den zweiten Platz hinter Günter Mosch. Bei den Olympischen Spielen 1976 in Montreal trat Wiegand  mit dem Bahnvierer der DDR bei seiner ersten großen Meisterschaft an, zusammen mit Norbert Dürpisch, Thomas Huschke und Uwe Unterwalder belegte er den vierten Platz.
Bei der Weltmeisterschaft 1977 in San Cristóbal gewann der DDR-Vierer erstmals einen großen Titel, das Team mit Norbert Dürpisch, Gerald Mortag, Matthias Wiegand und Volker Winkler besiegte im Finale den Vierer aus der Bundesrepublik Deutschland. Ein Jahr später bei der Weltmeisterschaft in München konnten Mortag, Unterwalder, Wiegand und Winkler den Erfolg durch einen Finalsieg über den sowjetischen Vierer wiederholen. 1979 gehörte Wiegand nicht zum DDR-Vierer bei der Weltmeisterschaft, er gewann aber seinen ersten DDR-Meistertitel in der Mannschaftsverfolgung. 1980 wiederholte der Vierer vom SC Karl-Marx-Stadt seinen Erfolg bei der DDR-Meisterschaft. Bei den Olympischen Spielen 1980 in Moskau unterlagen Mortag, Unterwalder, Wiegand und Winkler im Finale dem sowjetischen Vierer.

## Berufliches
Matthias Wiegand ist Diplom-Sportlehrer. Zu DDR-Zeiten war er wissenschaftlicher Assistent an der Pädagogischen Hochschule Zwickau, seit 1997 ist er als Rehabilitationsberater bei einem Reha-Dienst tätig.

## Ehrungen
Nach dem Gewinn der Silbermedaille bei den Olympischen Spielen in Moskau wurde er mit dem Vaterländischen Verdienstorden in Bronze ausgezeichnet.